# ЗИЛ-41047
ЗИЛ-41047 — автомобиль представительского класса с кузовом типа лимузин. Представляет собой третий и последний рестайлинг серийной модели поколения ЗиЛ-114.

## История
В связи с приходом нового Генерального секретаря ЦК КПСС в 1985 году было начато производство ЗИЛ-41047, пришедшего на смену модели ЗИЛ-41045. Сдвоенные фары стали прямоугольными, по-иному стилизована решётка радиатора, заменены задние фонари, указатели поворотов перемещены на торцы крыльев. Исчезли поворотные форточки на передних дверях. Ранее, с 1976 по 1983 год, выпускалась модель ЗИЛ-4104 (ЗИЛ-115) с модификациями, затем в период с 1983 по 1985 год – ЗИЛ-41045 с модификациями; обе модели отличались фарами круглой формы и рядом других технических параметров. Была проведена и техническая доработка некоторых систем автомобиля с целью соответствия международным экологическим нормам на токсичность отработанных газов. Двигатель ЗИЛ-4104 оснастили бесконтактной электронной системой зажигания. В 1988 году гидромеханическая трансмиссия подверглась модернизации: была изменена конструкция муфты свободного хода и нескольких прилегающих деталей, что увеличило надежность узла. ЗИЛ-41047 получил 16-дюймовые колеса и ещё более широкие (265 мм) «шины». Шины особой марки «Гранит» имели конструкцию, позволявшую двигаться при разгерметизированном колесе, что достигалось за счет очень жестких боковин покрышки и находящегося внутри специального геля. Автомобили предназначались для обслуживания членов Политбюро.
Для основного заказчика было выпущено 153 автомобиля модификации ЗИЛ-41047. Последний автомобиль этого типа был выпущен для президента Казахстана в 2002 г. Несколько остаточных экземпляров выпущены к 2017 году. В 2009 году для парадов на Красной площади заводом ЗИЛ были выпущены кабриолеты 410441 на основе модели 41041. Приняты не были из-за огромного короба тента, стоят на заводе (вместо них были приняты похожие «ЗИЛ-41041 АМГ» выпуска фирмы Атлант-Дельта). В 2011 или январе-августе 2012 (по разным данным) года был выпущен ещё один ЗИЛ-410441, проданный Януковичу. Выпуску последних трёх автомобилей ЗИЛ посвящён документальный фильм «Последний лимузин». Режиссёр фильма Дарья Хлёсткина упоминала, что из неофициальных источников ей стало известно, что автомобили не были приняты в последний момент из-за того, что выгодную сделку, используя некую «политическую линию», перехватило ателье, принадлежавшее Дерипаске.
- Колёса стальные, сварные, шины бескамерные 245/70HP-16.
- Тормоза дисковые, вентилируемые, с двумя независимыми контурами привода и двумя гидровакуумными усилителями.
- Электрооборудование – однопроводная система с номинальным напряжением 12 В.

Из существующих комплектующих 41047 собирались до 2015 г.

## В сувенирной индустрии
В журнальной серии «Автолегенды СССР» от издательства «ДеАгостини» вышла модель ЗИЛ-41047. Также от издательства «Hachette» в серии «Легендарные советские автомобили» вышла модель ЗИЛ-41047 в масштабе 1:24.